# 常慶院 (米沢市)
常慶院（じょうけいいん）は、山形県米沢市南原横堀町にある曹洞宗の寺院である。山号は金華山。本尊は釈迦如来。寺格は四等法地。上杉氏の重臣市河氏の菩提寺である。

## 由緒
もとは信濃国高井郡にあった寺院。寺伝では室町時代前期の応永5年（1398年）市河房綱が開創したとされている。上杉氏の移封に伴って市河氏とともに米沢に移った。ただし、信濃国には会津移封後に市河氏の旧城址に寺地を移した常慶院（寺伝では同じく応永5年開山）が存在する。
米沢の常慶院は米沢藩士で侍組分領家の一つである竹俣氏の菩提寺でもあり、竹俣当綱や竹俣厚綱などの歴代竹俣氏当主の墓がある。他に剣術家で、上杉治憲（鷹山）が招聘した細井平洲に対する当初広まっていた風評を信じて細井を暗殺しようとしたが、実際会って風評とは反対の人物であることを知って暗殺をやめたと云われ、治憲の夜話に召されたこともある吉田一夢の墓もある。
また、狐が登場する分福茶釜の伝承が伝わる。